# Matild Manukyan
Matild Manukyan (Armeens: Մաթիլդ Մանուկյան) (Istanboel, c. 1914 - aldaar, 17 februari 2001) was een Turkse zakenvrouw van Armeense komaf. Manukyan was een vastgoedinvesteerster, een hoerenmadam en de grootste bordeelhoudster van Turkije in de twintigste eeuw. In de jaren negentig was Manukyan tevens de belangrijkste belastingbetaler in Istanboel.

## Biografie

### Vroegere leven
Manukyan werd geboren rond het begin van de Eerste Wereldoorlog, als dochter van een aristocratisch Armeens gezin uit Istanboel, destijds gelegen in het Ottomaanse Rijk. Ze studeerde aan de Franstalige meisjesschool Lycée Notre Dame de Sion Istanbul en opende een haute couture-atelier voor de elitaire bevolkingslaag van Istanboel. Manukyan werd op jonge leeftijd weduwe en moest genoodzaakt alleen te wonen met haar zoon, Kerope Çilingir.

### Carrière
Manukyan verhuurde de gebouwen, die ze van haar vader had geërfd, in de rosse buurt van de wijk Karaköy (Istanboel) aan bordeelhouders. Een van haar huurders droeg op een gegeven moment zijn bedrijf aan haar over om een schuld af te lossen. In de loop van de jaren breidde Manukyan het aantal bordelen dat ze bezat uit tot een maximum van 37 bordelen, waarvan 12 in de straat Alageyik en 25 in de straat Abanoz. Ze investeerde nagenoeg al haar inkomsten uit de seksindustrie in het verwerven van onroerende goederen.
Manukyan was in de jaren negentig de grootste belastingbetaler in Istanboel en ontving daarvoor zes onderscheidingen van de Turkse belastingdienst. Naar schatting betaalde Manukyan meer dan 100 miljoen dollar aan de belastingdienst.
In een interview onthulde ze dat ze eigenaar was van ongeveer 70 zakencentra en 500 appartementen in Istanboel, 200 appartementen in Yalova, drie vijfsterrenhotels in Antalya en Alanya, 10 villa's in Kyrenia en een fabriek in Istanboel. Ze had ook een taxicentrale van ongeveer 220 taxi's. Tot de luxe items van Manukyan behoorden een Rolls-Royce-auto, vier Mercedes- en BMW-topmodellen en een jacht van 18 meter in de Kalamış-jachthaven in Istanboel.

### Overlijden
Manukyan stierf op 17 februari 2001 in Istanboel, op 87-jarige leeftijd, en werd begraven op de Armeense begraafplaats van Şişli. De waarde van haar nalatenschap werd geschat op ongeveer 200 miljoen euro. Haar enige erfgenaam was haar zoon Kerope Çilingir (1940-2020).